# Élections générales albertaines de 1955
L'élection générale albertaine de 1955 eut lieu le 29 juin 1955 afin d'élire les députés de l'Assemblée législative de l'Alberta.

## Résultats
| Parti                      | Parti                     | Chef                      | # de candidats | Sièges | Sièges | Sièges  | Voix    | Voix    | Voix    |
| Parti                      | Parti                     | Chef                      | # de candidats | 1952   | Élus   | % Diff. | #       | %       | % Diff. |
| -------------------------- | ------------------------- | ------------------------- | -------------- | ------ | ------ | ------- | ------- | ------- | ------- |
|                            | Crédit social             |                           | 62             | 52     | 37     |         | 175 553 | 46,42 % |         |
|                            | Libéral                   |                           | 53             | 4      | 15     |         | 117 741 | 31,13 % |         |
|                            | Conservateur              |                           | 26             | 1      | 3      |         | 34 757  | 9,19 %  |         |
|                            | Commonwealth coopératif   |                           | 38             | 2      | 2      | -       | 31 180  | 8,24 %  |         |
|                            | Coalition                 |                           | 2              | *      | 1      | *       | 4 581   | 1,21 %  |         |
|                            | Indépendant               | Indépendant               | 7              | -      | 1      |         | 4 225   | 1,13 %  |         |
|                            | Libéral-conservateur      |                           | 2              | *      | 1      | *       | 4 001   | 1,06 %  |         |
|                            | Crédit social indépendant | Crédit social indépendant | 3              | 1      | 1      | -       | 2 721   | 0,72 %  |         |
|                            | Ouvrier progressiste      |                           | 9              | -      | -      | -       | 3 420   | 0,90 %  |         |
| Total                      | Total                     | Total                     | 202            | 60     | 61     |         | 378 179 | 100 %   |         |
| Source : Elections Alberta |                           |                           |                |        |        |         |         |         |         |

Notes :
* N'a pas présenté de candidats lors de l'élection précédente